# A Rose for the Apocalypse
Albums de Draconian
Turning Season Within
(2008) Sovran
(2015)
A Rose for the Apocalypse est le quatrième album studio du groupe de metal gothique/doom metal suédois Draconian. L'album est sorti le 24 juin 2011 sous le label Napalm Records.

## Liste des morceaux
1. The Drowning Age - 07:18
2. The Last Hour of Ancient Sunlight	- 05:26
3. End of the Rope - 06:34
4. Elysian Night - 07:52
5. Deadlight - 06:32
6. Dead World Assembly - 05:52
7. A Phantom Dissonance - 05:39
8. The Quiet Storm - 06:37
9. The Death of Hours - 07:48
10. Wall of Sighs - 05:14